# القصبة (مركز)
القصبة هو مركز سعودي يتبع محافظة العارضة، إحدى محافظات منطقة جازان جنوب غرب السعودية. ويتبع المركز عدد من القرى؛ منها: القصبة والحنبكة ودبير والمطاريق.